# Элеонора Мария Австрийская
Элеонора Мария Жозефа (нем. Eleonore Maria Josefa von Österreich; 21 мая 1653, Регенсбург — 17 декабря 1697, Вена) — эрцгерцогиня Австрийская, в замужестве королева Польши и великая княгиня Литовская, затем герцогиня Лотарингская.

## Биография
Дочь императора Священной Римской империи Фердинанда III и его третьей жены Элеоноры Гонзага. Её отец умер, когда ей было четыре года, и Элеонора Мария вместе с сестрой Марией Анной росла в Вене под присмотром матери.
27 февраля 1670 года в монастыре Ясная Гора Элеонора Мария вышла замуж за короля Польши Михаила Корибута Вишневецкого. Брак был заключён по политическим мотивам, невесте было 17 лет. Король умер через три года, их единственный сын умер при рождении 29 ноября 1670 года.
Вернувшись ко двору, эрцгерцогиня встретила там лучшего друга своего брата, Карла V, герцога Лотарингского (1643—1690), вынужденного покинуть свои земли, оккупированные Францией. Разница в статусе мешала их отношениям, однако спустя пять лет они поженились с разрешения императора. Свадьба состоялась 6 февраля 1678 года в Винер-Нойштадте. Леопольд I назначил Карла наместником в Тироле.
После смерти мужа она боролась за возвращение сыну Лотарингского герцогства. Незадолго до её смерти был подписан Рисвикский договор, по которому Франция уступала герцогство.
Элеонора Мария умерла в возрасте 44 лет, пережив мать, сестёр и мужа.

## Дети
Во втором браке герцогиня родила шестерых детей, из которых выжили четверо:
- Леопольд (1679—1729), герцог Лотарингии
- Карл Йозеф (1680—1715), архиепископ Трира
- Элеонора (1682)
- Карл Фердинанд (1683—1685)
- Йозеф (1685—1705), генерал императорской армии
- Франц (1689—1715), аббат.